# Кучера Оскар Олександрович
Оскар Олександрович Кучера (справжнє прізвище Боголюбов; (11 серпня 1974 , Москва ) — актор і пропагандист. Підтримує путінський режим та війну Росії проти України.

## Біографія
Народився в Москві в артистичній сім'ї.
Батько — Олександр Якимович Боголюбов (1934—2020), уродженець Києва, режисер мультиплікаційних і художніх фільмів.
Мати — Тетяна Йосипівна Боголюбова (до шлюбу Кучера, нар. 25 липня 1947), працювала головною редакторкою в Бюро пропаганди кіномистецтва.
Старша сестра Юлія.
З семи років навчався в школі-студії художнього слова. B 1996 році закінчив ГІТІС (майстерня Давида Лівньова). Грав в театрах Єрмолової, МХАТі, театрі кіноактора, «Школі сучасної п'єси», грає в антрепризах.
«Кучера» — це прізвище матері, яке він взяв як творчий псевдонім. 
2021 року протягом року жив у Києві, де знімався в українському серіалі.

## Громадянська позиція
Кучера підтримує путінський режим та російсько-українську війну.

## Творчість

### Радіо
З 1995 року працював на радіо «Срібний дощ», автор і ведучий великої кількості різних програм, в тому числі «Саундтрек» і «Радіорулетка».
З 1999 року працював на «Авторадіо», де працював ведучим програми «Кучерявий вечір».

### Телебачення
У 2001 році, пройшовши конкурс, став ві-джеєм на Муз-ТВ, де вів програму «Сієста». Там же вів програми «Оскар-шоу», «Велика перерва», «Група розбору» і «10 наших». Пішов з телеканалу у вересні 2007 року.
У 2003 році його кандидатура була затверджена на посаду ведучого ігрового шоу «Ринг» на НТВ, однак цей проєкт в ефірі так і не з'явився. У червні того ж року вів найпершу премію Муз-ТВ.
У травні 2005 року Кучера став ведучим шоу «Брехун» на НТВ. У червні став одним з ведучих премії «Муз-ТВ 2005».
У березні-травні 2006 року — ведучий телепроєкту «Народний артист-3» на телеканалі «Росія».
У 2007—2008 роках брав участь в шоу «Дві зірки».
У 2009 році — співведучий передачі «Top Gear. Російська версія» (РЕН ТВ).
У 2011 році брав участь в українській телепередачі «Зірка+Зірка» на телеканалі 1 + 1 . Також в 2011 році став ведучим програми «Кулінарний поєдинок» на НТВ і ілюзійного шоу «Здивуй мене» на ТВ-3.
У 2014 році на телеканалі «Карусель» вів програму «Перехрестя».
З 2015 року бере участь у другому сезоні шоу «Точно в-точь» на російському «Першому каналі».
З 2016 року — ведучий Всеросійського телевізійного конкурсу «Нова зірка» на телеканалі «Звезда».
З 23 квітня 2017 по 17 травня 2020 року — ведучий ток-шоу «Зірки зійшлися» на НТВ (у парі з Валерією Кудрявцевою).
Знімався в телерекламі. Захоплення: хокей (грає в ХК «Комар», команда артистів), бокс, гірські лижі.

### Сімейний стан

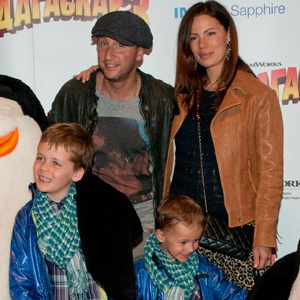
З родиною 2 червня 2012 року

Одружений втретє.
- Перша дружина — Юлія Лісеєва — акторка, одружився в 22-річному віці. Через півроку подружжя розлучилося.
- Друга дружина — Майя Маркова (нар.. 1979) — переможниця конкурсу краси, психологиня; Одружилися в 2002 році, розлучилися наприкінці 2006 року[22].
  - Син Олександр Марков (нар.. 2004) — актор ДМТЮА.
- Третя дружина (з 2007 року) — Юлія Ігорівна Кучера — за освітою юристка; займається бізнесом[22][23][24].
  - Син Олександр Кучера (нар.. 08.04.2005 р)[23], до укладення шлюбу між батьками,
  - Син Даниель Кучера (нар.. 2007 р),
  - Дочка Алісія Кучера (нар.. 15 червня 2010 р)[23][25][26].
  - Син Марк Кучера (нар.. 9 липня 2019 роки)

### Музика
Оскар — соліст групи «Кучера», автор усіх композицій групи.
- Вокал — Оскар Кучера,
- Бас-гітара — Дар'я Шорр,
- Електрогітара — Максим Зорін,
- Клавіші — Данило Лахтін,
- Барабани — Андрій Алфьоров.

## Театральні ролі
- «Казки старого Арбату» («Театр кіноактора»)
- " Одруження " (Микола Гоголь) — Анучкін
- " Пропозиція " (Антон Чехов) — Іван Васильович
- «Снігова королева» — Кай (театр ім. Єрмолової)
- «А чом-то ти у фраку?» — Ломов (театр «Школа сучасної п'єси»)
- «Любов за системою Станіславського» (2008) — Альоша
- «З коханням не жартують» (2009) — Москатель
- «Дублер, або Не будіть пожежного» (2009)
- «Зубаста няня» (2009) — папуга Карузо
- «Блез» (2013) — Блез (головна роль, театр «Співдружність акторів Таганки»)
- «Чоловік з доставкою додому» (2017) — Марк О'Конор (головна роль)
- «Обід для грішників» (2018) — Джим Ват (головна роль)
- «Хитрун за наймом» (2018) — Паша (головна роль)

## Ролі в кліпах
- 2005 — Ірина Дубцова — «Ну как ты там»
- 2007 — Зара — «Небом на двоих».
- 2014 року — Zlata ft Dj Amice — «Раскована» [Архівовано 3 серпня 2014 у Wayback Machine.] .
- 2015 — Маша і група «Мауглі» — «Я от тебя убегаю».

## Фільмографія
1. 1985 — Батальйони просять вогню
2. 2003 — Чай, кава, потанцюємо… — Сергій
3. 2004 — На розі, у Патріарших-4 — Олег Серьогін, молодий опер
4. 2004 — 2014 — Вулиці розбитих ліхтарів 6-14 — Кирило Євгенович Порохня, лейтенант (пізніше — старший лейтенант, капітан)
5. 2005 — Весілля Барбі — ді-джей Геджі
6. 2005 — Чоловічий сезон: Оксамитова революція — бармен
7. 2006 — Персона нон грата — Клаус
8. 2006 — Любов моя — Федір Бзюкін
9. 2006 — Російські гроші — Аполлон
10. 2006 — Формула зеро — камео
11. 2006 — 2009 — Солдати 9-16 — Олександр Сергійович Куренков, лейтенант (пізніше — старший лейтенант, капітан)
12. 2007 — Парадокс — Вадик Пантелєєв
13. 2007 — Код апокаліпсису — Антон, помічник Дар'ї
14. 2007 — 20 сигарет — Борис
15. 2007 — Руд і Сем — таксист
16. 2008 — Королі гри — Кеша
17. 2008 — Все можуть королі — фотограф Гарік
18. 2008 — Рука на щастя (Україна) — Гриня
19. 2009 — Слід саламандри — Антон Шелест
20. 2010 — Морозко — писар
21. 2011 — Нові пригоди Аладдіна — Аладдін
22. 2011 — Чоловік у мені — Олександр
23. 2011 — 2012 — Молодята — Олексій Хорохордін
24. 2012 — Менти. Таємниці великого міста (Україна) — Кирило Євгенович Порохня, старший лейтенант (фільм № 1 «Опікуни»)
25. 2012 — Бригада: Спадкоємець — нотаріус
26. 2013 — Бальзаківський вік, або Всі чоловіки сво… П'ять років по тому — Шон Конери, адвокат
27. 2014 — Французький шпигун — Андрій Канаєв
28. 2014 — Нереальна любов — олігарх Юрій Соколов
29. 2014 — Повний вперед — тато Феді
30. 2015 — 2016 — Світлофор — Роман Аркадійович Бондаренко (9 і 10 сезони)
31. 2017 — Смак Росії — камео
32. 2018 — Команда Б — Геннадій
33. 2020 — Помилки молодості — Сергій
34. 2021 — Щаслива всупереч (Незважаючи ні на що) — Корабльов

## Дубляж і закадрове озвучення
1. 1995 — Морські легенди (гра) — Річард Грей
2. 1998 — Аллоди: Друк таємниці (гра) — Данас
3. 2005 — Мадагаскар — зебра Марті[27]
4. 2008 — Мадагаскар 2 — зебра Марті[28]
5. 2009 — Різдвяний Мадагаскар — зебра Марті[29]
6. 2010 — Top Gear — Річард Гаммонд (закадровий переклад Discovery)[30]
7. 2012 — Мадагаскар 3 — зебра Марті[31]
8. 2014 — Король сафарі — зебра Кумба[32]

## Озвучування мультфільмів
1. 2009 — Наша Маша і чарівний горіх — Дік і Нік
2. 2013 — Повернення Буратіно — Буратіно

## Нагороди
- Премія «Овація» (2002).
- «Знак якості» в номінації «Найкращий телеведучий розважальної програми» (2003).